# João Antônio (futebolista)
João Antônio de Oliveira Martins, conhecido apenas como João Antônio (Porto Alegre, 14 de junho de 1966) é um ex-futebolista brasileiro.
Atuava como meio-campista. Em clubes, Mestre João, como foi conhecido, se destacou no Grêmio e no Paraná. Atuou também por Grêmio Maringá, Atlético Paranaense, Bahia, Mogi Mirim, Internacional, Figueirense e Joinville.
Fez o primeiro dos dois gols do Grêmio no empate em 2x2 com o Flamengo, em pleno estádio do Maracanã, que rendeu o tricampeonato da Copa do Brasil ao tricolor gaúcho, em 1997.
João Antônio deixou os gramados em 2000, no América de São José do Rio Preto.

## Titulos
Grêmio
- Copa Philips: 1986
- Campeonato Gaúcho de Futebol: 1986, 1987, 1988, 1990 e 1996
- Supercopa do Brasil de 1990
- Recopa Sul-Americana:1996
- Campeonato Brasileiro:1996
- Copa do Brasil de 1997

Paraná Clube
- Campeonato Brasileiro de Futebol - Série B: 1992
- Campeonato Paranaense: 1991, 1993 e 1994

Club Athletico Paranaense
- Campeonato Brasileiro de Futebol - Série B: 1995

## Carreira fora dos gramados
Após ficar três anos fora dos gramados, João Antônio decidiu retornar à faculdade de Educação Física. O ex-atleta até chegou a trabalhar como empresário, devido ao grande número de contatos, mas abandonou a profissão, pois alegou que este tipo de trabalho não encaixava no seu perfil. Em 2005, surgiu a proposta de retornar ao Grêmio, onde trabalhou nas categorias de base como "treinador de fundamentos". Em 12 de maio de 2010, Mestre João voltou outra vez ao Grêmio, agora como auxiliar-técnico de seu ex-companheiro de Seleção Sub-20, Silas, sucedendo Marcelo Rospide.